# František Oldřich Kinský (1726–1792)
František Oldřich kníže Kinský (František de Paula Oldřich Jan Nepomuk Josef Václav Jiří Vojtěch Gabriel 3. kníže Kinský z Vchynic a Tetova / Franz de Paula Ulrich Fürst Kinsky von Wchinitz und Tettau) (23. července 1726, Zlonice – 18. prosince 1792, Praha) byl český šlechtic a rakouský polní maršál z významného rodu Kinských. Během života se díky dědictví po několika příbuzných zařadil mezi nejbohatší velkostatkáře v Čechách a je předkem dodnes existující knížecí větve Kinských.

## Kariéra v armádě
Narodil se na zámku Zlonice na Kladensku jako syn nejvyššího kancléře hraběte Filipa Josefa Kinského (1700–1749), matka Marie Karolína (1700–1785) pocházela ze starého českého rodu Martiniců. Měl sice dva starší bratry, ti však již v dětství zemřeli. Původně působil ve státní službě, pak po otci a bratranci zdědil rozsáhlý majetek v severních, středních a východních Čechách (1749, 1752). Správě statků se věnoval jen krátce, následně dal průchod svému zájmu o službu v armádě. Již v roce 1755 byl plukovníkem, poté se s úspěchem zúčastnil důležitých bitev sedmileté války (bitva u Lovosic, bitva u Kolína). V roce 1758 byl vyznamenán Řádem Marie Terezie a v roce 1759 povýšen na polního podmaršála.
Po skončení sedmileté války získal hodnost polního zbrojmistra (1767), téhož roku byl jmenován c. k. tajným radou. V roce 1771 obdržel Řád Zlatého rouna a v letech 1772–1778 byl vrchním velitelem dělostřelectva rakouské armády. V roce 1778 byl povýšen na polního maršála a svou vojenskou dráhu završil účastí ve válce o bavorské dědictví. Po skončení této vojenské kampaně odešel do výslužby (1779) a poté pobýval v ústraní na svých statcích v Čechách. Jako hlavnímu představiteli rodu mu náležela i čestná hodnost dědičného nejvyššího dvorského hofmistra Českého království, která byla Kinským udělena v roce 1719.

## Majetkové poměry
Po svém otci Filipu Josefovi v roce 1749 zdědil rozsáhlý majetek ve středních a severních Čechách. Největším pozemkovým celkem bylo panství Česká Kamenice, zdejší zámek ale v této době sloužil jen správním účelům. Hlavním sídlem byl zlonický zámek, rodiště třetího knížete Kinského. O tehdejším významu Zlonic vypovídá bohatá stavební činnost v době baroka (kostel, fara, špitál, most). V roce 1758 však zámek ve Zlonicích vyhořel, byl poté adaptován na byty panských úředníků a hlavním rodovým sídlem se staly nedaleké Budenice.
V roce 1752 po svém bratranci Františku Josefovi (1726–1752) zdědil knížecí titul a stal se tak třetím knížetem z rodu Kinských a předkem dodnes existující knížecí linie. Kromě titulu převzal i rozsáhlý majetek ve východních Čechách (panství Choceň, Rosice). Východočeskou doménu rozšířil nákupy dalších statků (Borovnice, Březovice), stejně tak přikupoval i ve středních Čechách (Hospozín). Dědictvím po rodu Martiniců, z nějž pocházela jeho matka, získal v roce 1765 panství Mšené poblíž Zlonic. Od roku 1777 vlastnil též dům ve Vídni. Důležitým sídlem Františka Oldřicha i následujících generací se stal v roce 1768 zakoupený palác Kinských, jedna z dominant Staroměstského náměstí v Praze.
Jeho manželkou se v roce 1749 stala princezna Marie Sidonie von Hohenzollern-Hechingen (1729–1815), která byla sňatky svých starších sester spřízněna s několika rody domestikovanými v severních Čechách (Thun-Hohenstein, Clary-Aldringen). Z jejich manželství se narodili tři synové, dospělého věku se však dožil jen prostřední Josef (1751–1798), který se stal dědicem knížecího titulu.